# Bobby Smith (labdarúgó, 1933)
Bobby Smith, születési nevén Robert Alfred Smith (Lingdale, 1933. február 22. – Enfield, 2010. szeptember 18.) válogatott angol labdarúgócsatár, bajnoki gólkirály 1957–58.

## Pályafutása

### Klubcsapatban
1950 és 1955 között a Chelsea, 1955 és 1964 között a Tottenham Hotspur, 1964–65-ben a Brighton & Hove Albion labdarúgója volt. A Tottenham csapatával egy angol bajnoki címet és két kupagyőzelmet ért el. Az 1957–58-as idényben 36 góllal bajnoki gólkirály lett. Tagja volt az 1962–63-as idényben KEK-győztes csapatnak.

### Az angol válogatottban
1960 és 1963 között 15 alkalommal szerepelt a angol válogatottban és 13 gólt szerzett. Részt vett az 1958-as svédországi világbajnokságon, de mérkőzésen nem szerepelt.

## Sikerei, díjai
Tottenham Hotspur
- Angol bajnokság (First Division)
  - bajnok: 1960–61
  - gólkirály: 1957–58 (36 gól)
- Angol kupa (FA Cup)
  - győztes (2): 1961, 1962
- Angol szuperkupa (FA Charity Shield)
  - győztes (2): 1961, 1962
- Kupagyőztesek Európa-kupája (KEK) 
  - győztes: 1962–63